# Блюм, Борис Исаакович
Борис Исаакович Блюм (род. 25 августа 1931, Ташкент) — советский архитектор, автор типовых проектов школ, жилых, общественных и промышленных зданий.

## Биография

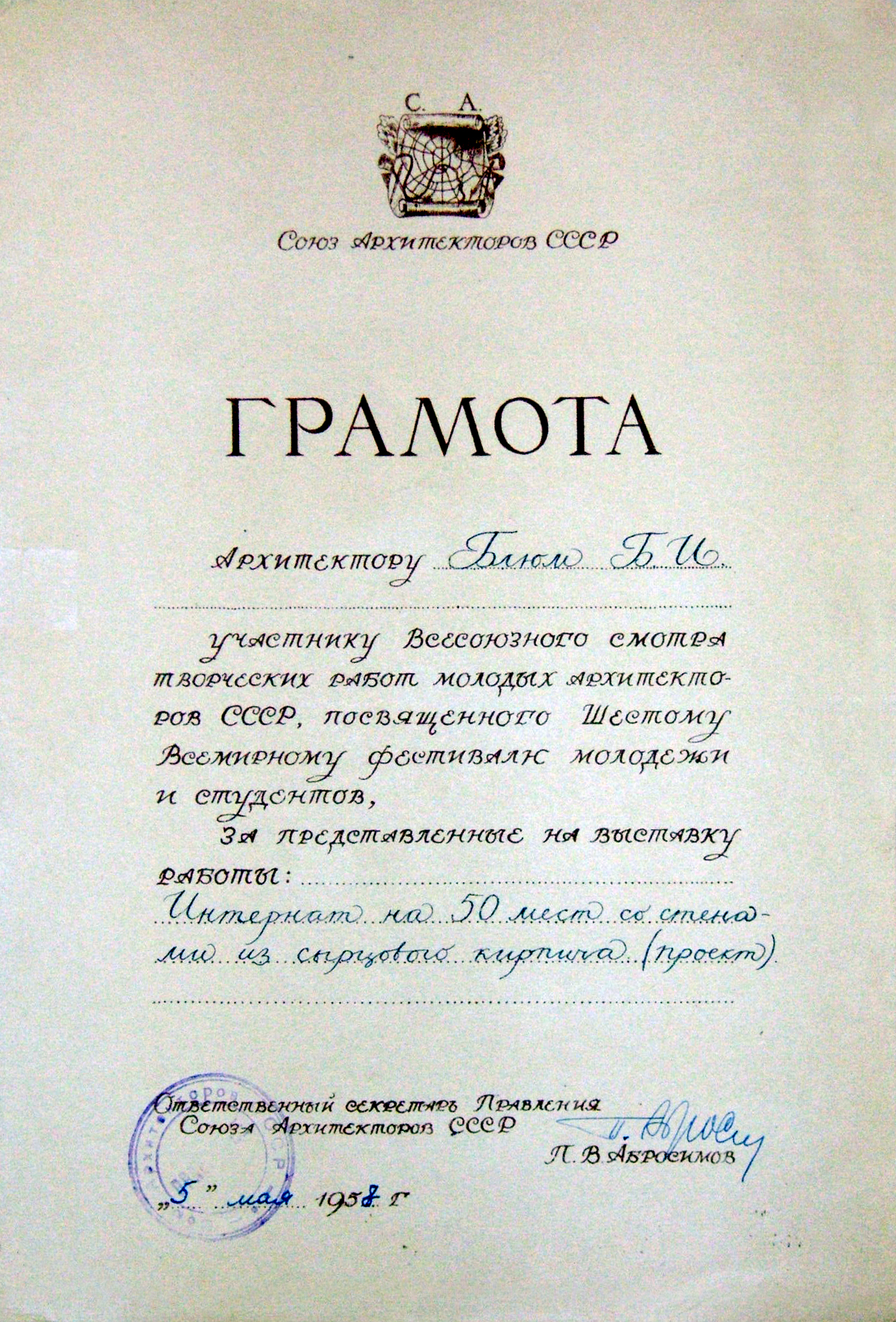
Грамота Союза Архитекторов СССР, 1958

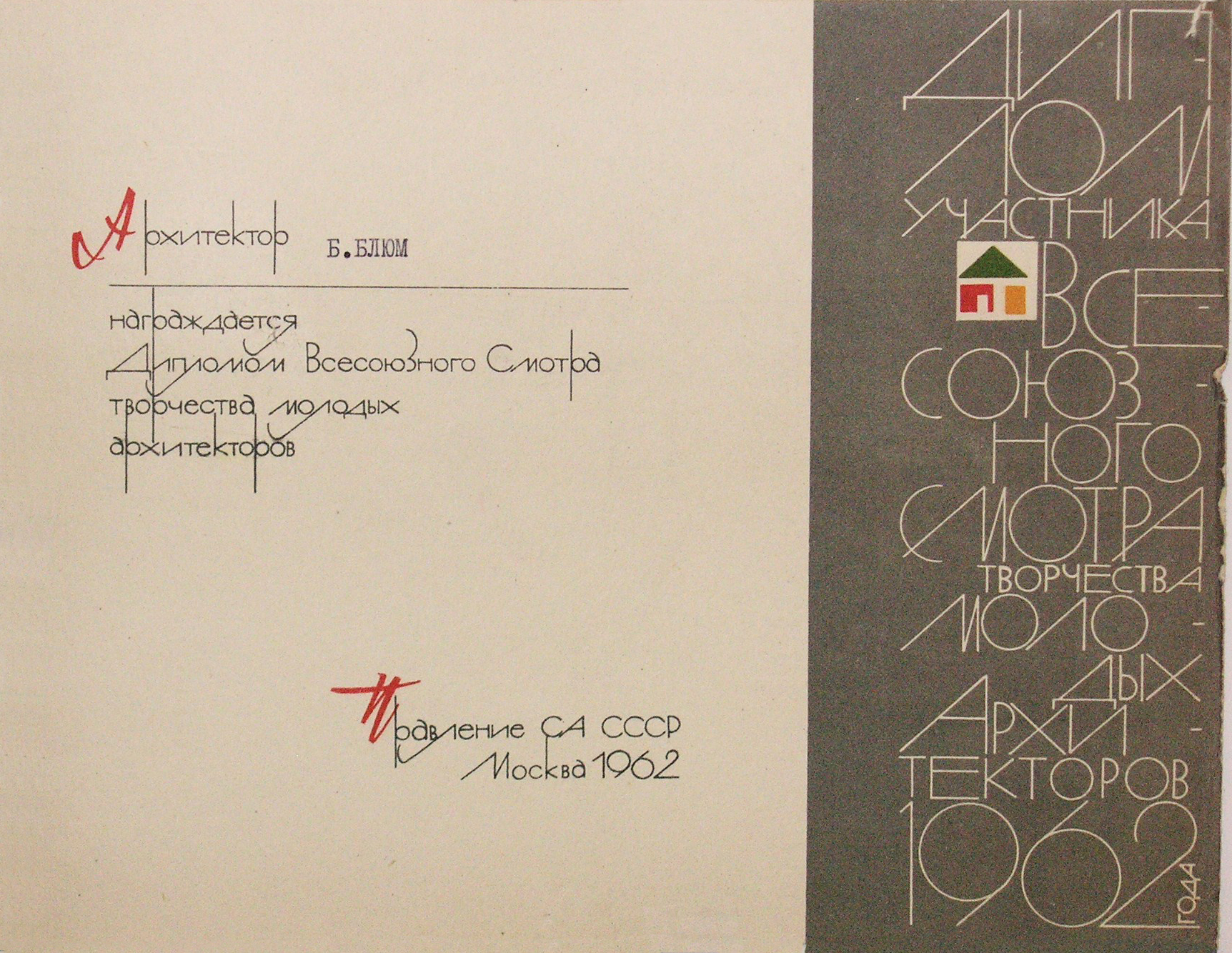
Диплом Союза Архитекторов СССР, 1962

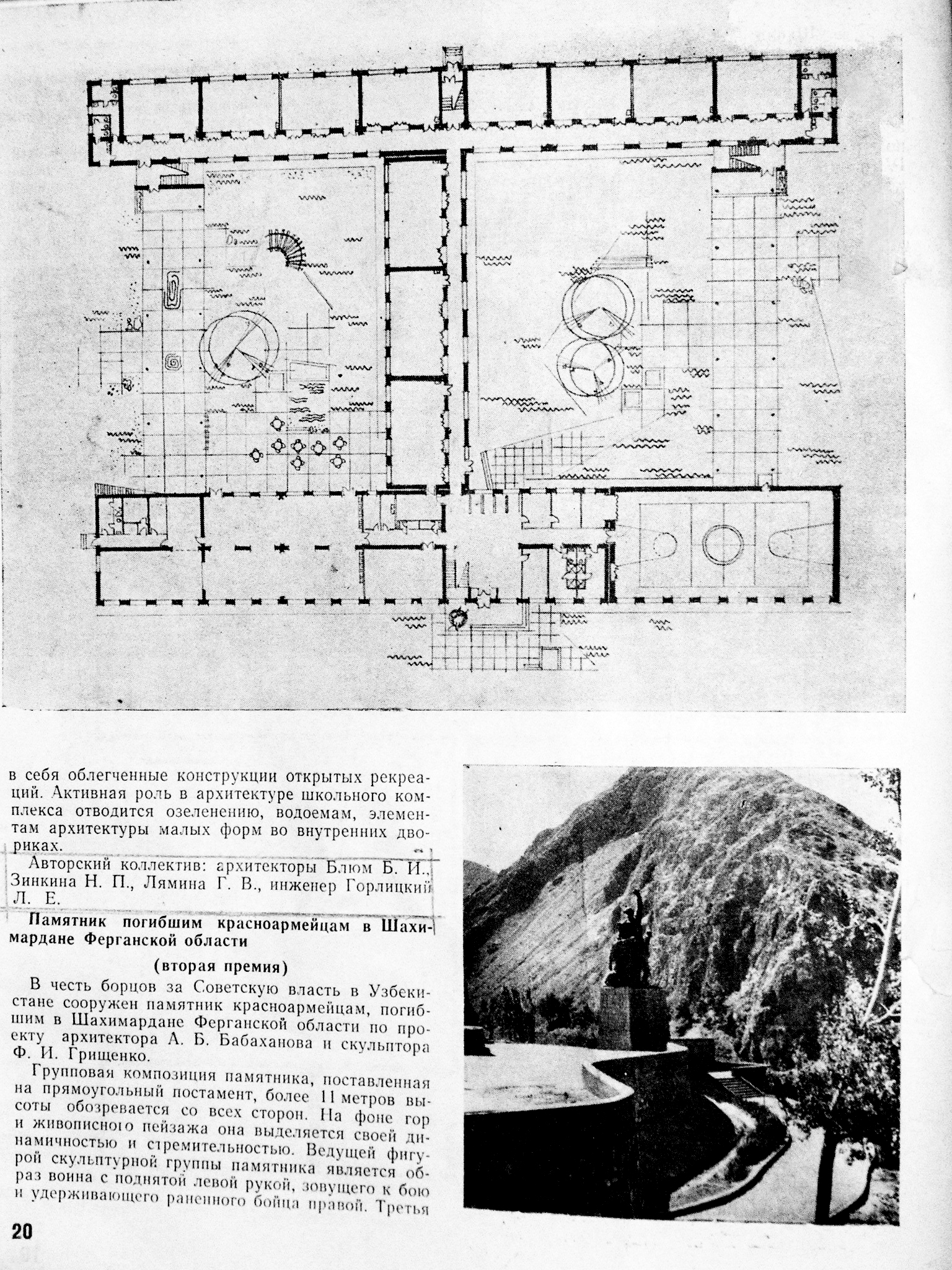
Страница из журнала «Строительство и архитектура Узбекистана», 1968

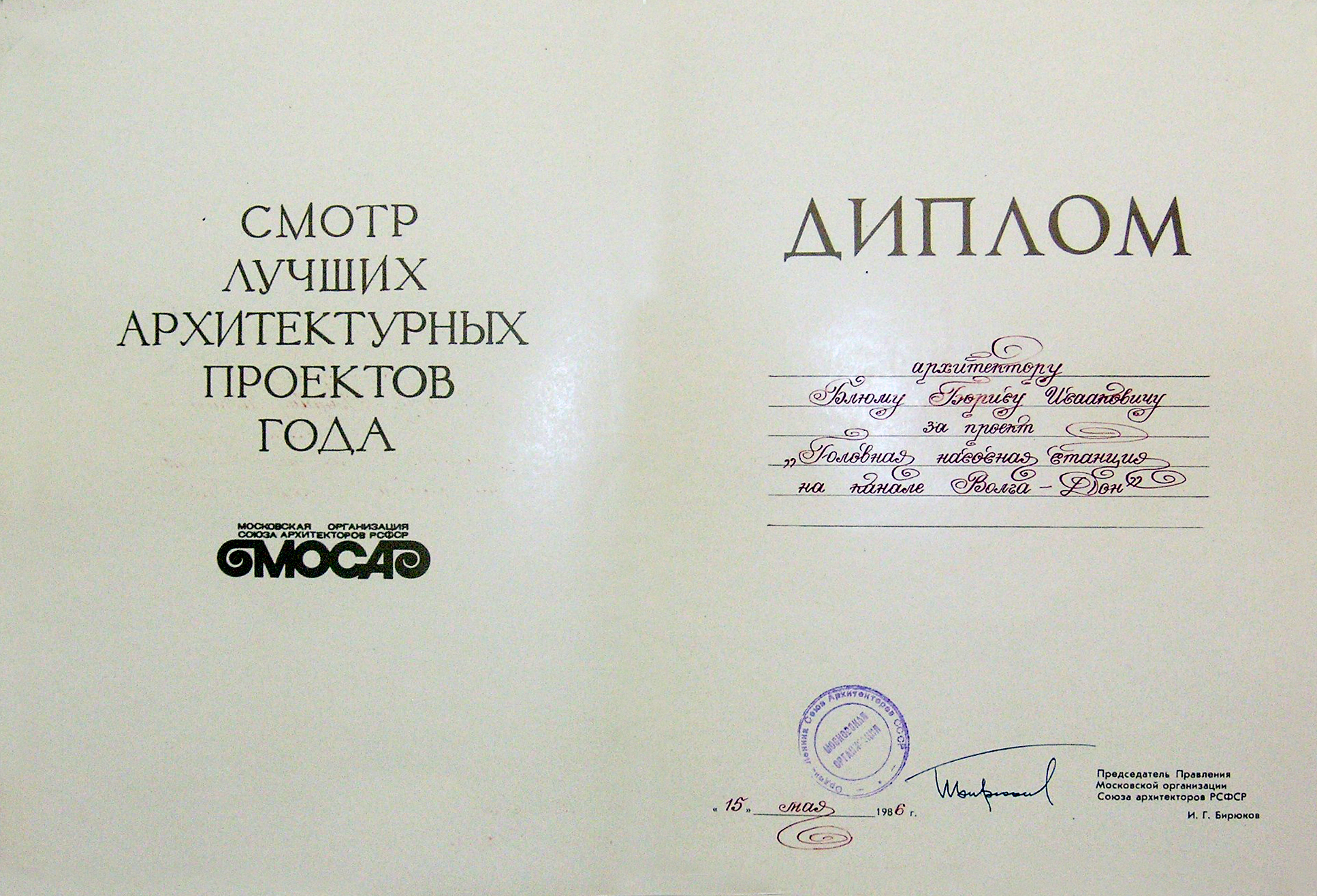
Диплом Союза Архитекторов СССР, 1986

Блюм, Борис Исаакович родился в г. Ташкенте в еврейской семье известного в городе врача-ларинголога. Мать была пианисткой, и после смерти мужа в 1937 году одна воспитывала двух детей — Борю и Инну (старшую сестру, впоследствии также ставшую врачом). Жена Сусанна, врач-эндокринолог. Дочь — Ирина, архитектор. Два внука: старший — врач-терапевт, младший — студент.
- С 1939 г. по 1949 г. учился в школе (1-4 класс — школа № 102, 5-10 класс — школа № 50).
- В 1949 г. поступил на Архитектурное отделение Строительного факультета Среднеазиатского Политехнического института, который окончил «с отличием» в 1955 г.
- Преддипломную практику проходил в мастерской № 3 института «Ленпроект» в Ленинграде, куда был приглашён на работу после окончания института. Однако, по семейным обстоятельствам не смог воспользоваться приглашением и остался в Ташкенте, продолжив работу в институте «Узгоспроект» в отделе Типового проектирования.
- С 1952 г., ещё будучи студентом, работал в должности техника-архитектора в институте «Узгоспроект», в отделе Типового проектирования в мастерской И. А. Рачинской.
- С 1952 г. по 1963 г. работал в институте «Узгоспроект», в отделе Типового проектирования в должностях от техника-архитектора до главного архитектора проектов.
- С 1960 г. член Союза Архитекторов СССР.
- С 1963 г. по 1969 г. работал в институте «ТашЗНИИЭП» главным архитектором проектов, руководителем архитектурной мастерской. На должность руководителя был выбран общим собранием сотрудников мастерской.
- В 1969 г. вместе с семьёй переехал в город Ивантеевку, Московской области и поступил на работу в институт «Союзводпроект», где проработал до 1997 г. главным специалистом, главным архитектором проектов, главным архитектором отдела.
- В 1997 г. переехал в США. Поселился вначале в городе Блюмингтон, штат Индиана, а с 2000 г. — в городе Балтимор, штат Мэриленд.

## Награды
- Медаль «За доблестный труд в Великой Отечественной войне 1941-45г.г.» — в 1947 г.
- Медали «30, 40, 50 и 60 лет победы в Великой Отечественной войне» — в 1975, 1985, 1995, 2005 г.г.
- Медаль «Ветеран труда» — в 1985 г.
- Золотая и серебряная медали ВДНХ СССР — в 1980 и 1986 г.г.
- 3-я Премия на Всесоюзном конкурсе на проект Памятника 14 Ташкентским комиссарам — 1957 г.
- Диплом Всесоюзного Смотра работ молодых архитекторов за типовой проект гостиницы на 15 мест — 1959 г.
- Республиканская премия УзССР по Архитектуре за типовой проект школы на 1280—1320 учащихся — 1967 г.
- Диплом Московского отделения СА СССР на смотре лучших архитектурных проектов года за проект Волго-Донской насосной станции — 1986 г.

## Проекты и постройки
Школы
На протяжении всех лет своей работы в Узгоспроекте и ТашЗНИИЭП’е, с небольшими перерывами, Блюм занимался проектированием общеобразовательных школ. Главной целью было создание школьных зданий максимально отвечающих климатическим условиям республики, здоровью детей и оптимальному педагогическому процессу. Учащиеся были разделены по возрастным группам, отдых школьников на переменах был организован на воздухе, как позволяет климат Узбекистана. А в жаркое или дождливое время — под навесом. Это повлекло за собой необходимость рассредоточения гардеробов. Естественная освещённость классов была увеличена одновременно с внедрением солнцезащиты окон, санузлы были отнесены в торцы здания для обеспечения углового проветривания. Все эти проблемы решались последовательно, по мере создания новых типовых проектов школ, каждые несколько лет.
- В 1964-65 г.г. была создана серия проектов 3-х и 4-этажных школ на 960—1000 и 1280—1320 учащихся 224-1-3С и 224-1-4С (авторы арх. Блюм Б. И., Зинкина Н. П., и Лямина Т. В., инж. Горлицкий Л. Е.). В этих проектах, при чётком разделении классов по возрасту, отдых детей из классов на первых двух этажах предусматривался во дворе, а для 3-го (или 3-го и 4-го) этажа — на крыше 2-этажного отсека, ограждённого с одной стороны — железобетонной решёткой-«панджарой», а с другой — высоким барьером.
- В 1966-67 г.г. были разработаны проекты 2-этажных 10-летних общеобразовательных школ из местных материалов на 1104 и 1496 учащихся 224-1-57СП и 224-1-58СП (авторы арх. Блюм Б. И. и Лямина Т. В., инж. Зауэрбрей В. И.). В этих школах были запроектированы, на основе новой панели перекрытия 7,2 м, не прямоугольные, а квадратные, более удобные во всех отношениях классы.
- В те же годы был разработан и внедрён в производство железобетонный каркас для строительства общественных зданий в сейсмических районах. Все выпущенные проекты школ, детсадов-яслей, общественных центров были переработаны в варианты из каркасно-панельных конструкций.
- Новые проекты 3-х, 4-х, а позднее и 2-этажных школ, выполненные Блюмом, получили широкое распространение во всех городах Узбекистана, а во всесоюзные строительные нормы (СНИП) были внесены изменения, разрешающие в IV климатической зоне СССР строить 2-этажные школы с отдыхом детей на воздухе.

Жилые здания
- Борис Блюм и его соавторы Акрамов М. А., (а по зданию для кооперативного строительства — арх. Гитберг В. Д.), инж. Бочарова А. Р., Малаева Е. М. спроектировали жилые дома усовершенствованной серии типовых проектов 4-этажных жилых домов 1-310и/64. Они строились в массовом порядке по всему Узбекистану, а после землетрясения 1966 г. возводились в 7-8-бальных районах Ташкента. В них была улучшена планировка квартир, без существенного увеличения стоимости квадратного метра жилой площади, сокращено количество проходных комнат, сделан проход в кухню из передней, увеличена площадь кухни до 6,0 м2, расширены передние, предусмотрены раздельные санузлы для всех квартир, кроме однокомнатных и однокомнатные квартиры обеспечены независимым угловым проветриванием. Кроме того, была увеличена номенклатура квартир и домов в серии, чтобы обеспечить соответствие набора квартир существующей в Узбекистане демографии, а также включены в серию: здания с магазинами в первом этаже, дом для кооперативного строительства (с небольшими квартирами) и дом для малосемейных галерейного типа.
- После ташкентского 9-бального землетрясения 1966 года им совместно с соавторами (Акрамов М. А., инж. Малаева Е. М., Зауэрбрей В. И., Якубов Р. Я.) была разработана серия типовых проектов 4-эт. жилых домов 1-310ТСП, в сборно-монолитном железобетонном каркасе с кирпичным заполнением стен. Этими домами застроены многие центральные районы Ташкента. В частности, улица Ногина (бывшая Кашгарка), получившая в народе название «Хаимштрассе» из-за того, что во время войны там селились эвакуированные еврейские семьи.

Гидротехнические сооружения
Борис Блюм отдал много лет жизни проектам гидротехнических сооружений. Среди них:
- разветвлённая оросительная система в саратовской области, названная «Комсомольской» (Авторы арх. Блюм Б. И., инж. Райберг В. С.),
- насосная станция в совхозе «Горки-2» (Авторы арх. Блюм Б. И., инж. Райберг В. С.),
- насосные станции для проектов переброски воды в засушливые южные районы СССР из рек, текущих на север, гидротехнические сооружения в Таджикистане, Болгарии, Сирии, Эфиопии и Ираке.

## Список основных работ
- Типовой проект школьного интерната на 50 мест У2-09 (инж. Горлицкий Л. Е.) 1957 г.
- Проект памятника 14 Ташкентским комиссарам (не осуществлён), 1957 г.
- Типовой проект гостиницы на 15 мест У1-30 (инж. Горлицкий Л. Е.) 1958 г.
- Стадион «Спартак» в г. Бухаре на 3000 мест (инж. Арадовский Я. М.) 1958 г.
- 4-этажный административно-жилой дом Узбекского общества слепых в г. Ташкенте по ул. Б. Хмельницкого и Месткомовской (инж. Байбурин Ш. З.) 1958 г.
- Типовые проекты 1-этажных детских яслей на 40 и 80 мест У4-70 и 2-этажных на 80 мест У4-41 (инж. Горлицкий Л. Е., Aлимов Ю. 1958-59 г.
- Экспериментальный проект 2-этажного 12-квартирного дома со стенами из крупных блоков пильного известняка (инж. Большем Н. Я.) 1959 г.
- Типовые проекты комбинатов бытового обслуживания на 27 и 45 рабочих мест 347-Т1-59 и 347-Т2-59 (в соавторстве с арх. Березиным В. В., инж. Байбурин Ш. З.) 1959 г.
- Экспериментальный проект 4-этажного 36-квартирного дома из блоков ячеистого бетона и виброкирпичных панелей У1-88 (инж. Иванов В. Д.) 1960 г.
- Типовой проект гостиницы на 150 мест с рестораном на 100 мест У1-92 (инж. Большем Н. Я.) 1960 г.
- Серия типовых проектов комплексов зданий и сооружений 8 и 11-летних школ-интернатов на 240, 330 (428), 480 (640) и 660 (856) учащихся У2-115,У2-116, У2-138 и У2-139 (в составе авторской группы во главе с арх. Рачинской И. А., инж. Малаева Е. М.) 1960-61 г.
- Серия типовых проектов 8 и 11-летних школ на 960, 640 и 536 учащихся и 3-летней школы (9-11 кл.) на 432 учащихся У2-111, У2-110, У2-109 и У2-107 (в соавторстве с арх. Рачинской И. А., инж. Горлицкий Л. Е.) 1960-61 г
- Типовые проекты 8 и 11-летних школ-интернатов на 240 и 330 учащихся 2Уз-02-3СП и 2Уз-02-4СП (в соавторстве с арх. Рачинской И. А., Ляминой Т. В., инж. Горлицкий Л. Е.) 1962 г.
- Аэропорт для местных авиалиний в поселке Сергели Ташкентской обл. (инж. Иванов В. Д. и Горлицкий Л. Е.) 1962 г.
- Усовершенствованная серия типовых проектов жилых домов 1-310и/64 в составе 4-эт. 4, 6 и 8 секционных домов и 5-эт. 4 и 8-секционных домов с магазином в первом этаже (в соавторстве с арх. Акрамовым М. А., инж. Бочарова А. Р. и Малаева Е. М.) 1963-64 г.
- Индивидуальные проекты 5-эт. жилых домов для Средазсовнархоза в г. Ташкенте: 50-кв. и 80-кв.
- Дом с магазином на площади Ак-Тепе, 96-кв.
- дом с магазином на площади Куйбышева (в соавторстве с арх. Акрамовым М. А. и Шуваевым Д. И., инж. Горлицкий Л. Е.) 1963 г.
- Типовой проект 4-эт. 2-секционного жилого дома для кооперативного строительства 1-310и/64-22 (в соавторстве с арх. Гитбергом В. Д. и Церфас Ф. А., инж. Малаева Е. М.) 1964 г.
- Типовые проекты универсальных зданий общеобразовательных школ на 960—1000 и 1280—1320 учащихся 224-1-3С и 224-1-4С (в соавторстве с арх. Зинкиной Н. П. и Ляминой Т. В., инж. Горлицкий Л. Е.) 1964-65 г.
- Унифицированный каркас для строительства общественных зданий в сейсмических районах.
- Типовой проект школы на 960—1000 учащихся в каркасно-панельных конструкциях 222-1-13С (инж. Иванов В. Д., Мухамедшин Л. А. и Зауэрбрей В. И.), 1965 г.
- Типовой проект 5-эт. 100-кварт. дома галерейного типа для малосемейных 1-310и/64-23 (инж. Горлицкий Л.Е), 1965 г.
- Серия типовых проектов 4-эт. 4, 6 и 8-секционных домов для строительства в г. Ташкенте для сейсмичности 9 баллов 1-310ТСП (в соавторстве с арх. Акрамовым М. А. инж. Малаева Е. М., Зауэрбрей В. И. и Якубов Р. Я.), 1966 г.
- Типовые проекты 2-этажных 10-летних общеобразовательных школ из местных материалов на 1104 и 1496 учащихся 224-1-57СП и 224-1-58СП (в соавторстве с арх. Ляминой Т. В., инж. Зауэрбрей В. И.), 1966 г.
- То же — вариант в каркасно-панельных конструкциях 222-1-38С, 222-1-40С (в соавторстве с арх. Зинкиной Н. П. и Мухиной Н. Н., инж. Мухамедшин Л. А.), 1967 г.
- Государственный банк СССР, Узбекская республиканская контора. г. Ташкент, ул. Узбекистанская. Технический проект (в соавторстве с арх. Акрамовым М. А., инж. Мухамедшин Л. А.). 1968 г. Строительство завершено в 1972 г.
- Производственная база и жилые дома института «Союзгипроводхоз» в г. Ивантеевка Московской Области. (инж. Серманов Б. А.), 1969-74г.
- Реконструкция существующего павильона и новый павильон «Мелиорация и водное хозяйство» на ВДНХ СССР в г. Москве (инж. Райберг В. С.), 1970-72 г.[1]
- Типовые проекты подкачечных мелиоративных насосных станций (инж. Райберг В. С.) 1971 г.
- Научно-исследовательский ин-т «ЦНИИСВ» в г. Купавна Московской области (инж. Байбурин Ш. З.), 1972 г.
- Насосные станции на массиве орошения «Мескене» в Сирии (инж. Райберг В. С.), 1973 г.
- Головная насосная станция «ДВГНС-1» в Голодной степи в Таджикистане (инж. Райберг В. С.), 1974 г.
- Насосная станция с демонстрационным залом для правительственных делегаций в совхозе «Горки-2» на реке Москве (инж. Райберг В. С.), 1975 г.
- Насосная станция в чайсовхозе «Дагомыс» в районе г. Сочи (инж. Райберг В. С.) 1976 г.
- Головная насосная станция на массиве орошения Аштской степи в Таджикистане (в соавторстве с арх. Курковой Р. П., инж. Сойлемизиди Г.), 1976 г.
- Насосная станция «Силистра-1» на реке Дунай в Болгарии (инж. Васьковский Г. М.), 1977 г.
- Реконструкция жилого дома постройки 1915 г., Министерства водного хозяйства СССР, г. Москва, ул. Новобасманная (ныне там Арбитражный суд Р.Ф). Соавтор арх. Куркова Р. И., инж. Серманов Б. А., 1980-82 г.
- Здание управления на ирригационном коллекторе «Тигр-Евфрат» в Ираке (инж. Лукашов В. А.), 1982 г.
- Головная насосная станция Комсомольской оросительной системы на реке Волге в Саратовской области (инж. Райберг В. С.), 1983 г.
- Каскад распределительных насосных станций Комсомольской оросительной системы (инж. Райберг В. С.), 1984 г.
- Эскизные проекты насосных станций к ТЭО переброски части стока сибирских рек в Среднюю Азию и Казахстан, 1985 г.
- Насосная станция канала «Волга-Дон» по проекту переброски части стока северных рек в Волгу (здание не достроено). Соавторы архитекторы Перепелова Л. В. и Максимов И. С., инж. Осокин П. Н., 1986 г.
- Архитектурный раздел проекта «Комплексное использование водных и земельных ресурсов бассейна реки Баро в Эфиопии». Главный инженер проекта Рыжков А. М. ,1987-88 г.
- Реконструкция базы отдыха «Черноморец» в Краснодарском крае (инж. Лукашов В. А.), 1989 г.
- Реабилитационное отделение поликлиники № 5 в г. Рязани (в соавторстве с арх. Курковой Р. И., инж. Лукашов В. А.), 1990 г.
- Офисное здание троллейбусного управления у платформы Северянин в Москве (инж. Лукашов В. А.), 1991 г.
- Коттеджи, переоборудование подвалов в магазины, офисы и кафе в Москве и Московской Области (инж. Логвиненко Н. И.), 1993—1996 г.

## Публикации
- «Ступени роста» (предсъездовское интервью), Учительская газета, Ташкент, 14 января 1968 г.
- «Анализ действующих и проектируемых типовых проектов школ в Узбекистане», Архитектура и строительство Узбекистана, 1968 г.
- «Усовершенствованная серия типовых проектов жилых домов 1-310и/64». Архитектура и строительство Узбекистана, 1966 г.

## Галерея

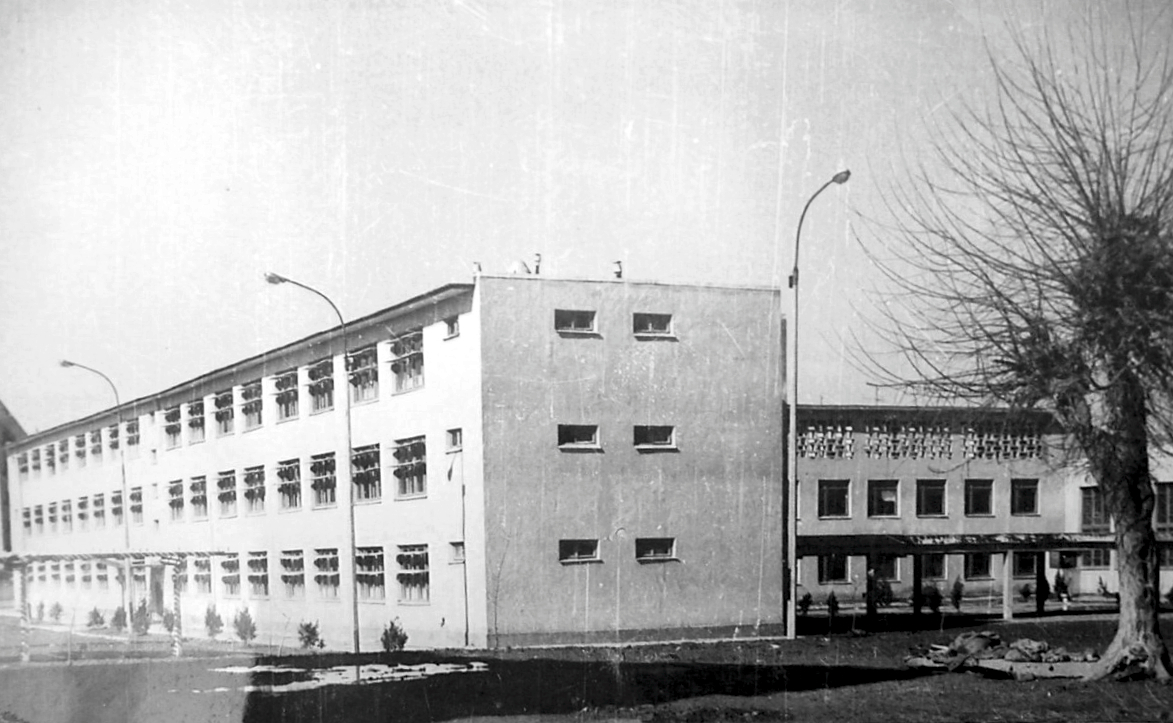
3-этажная школа
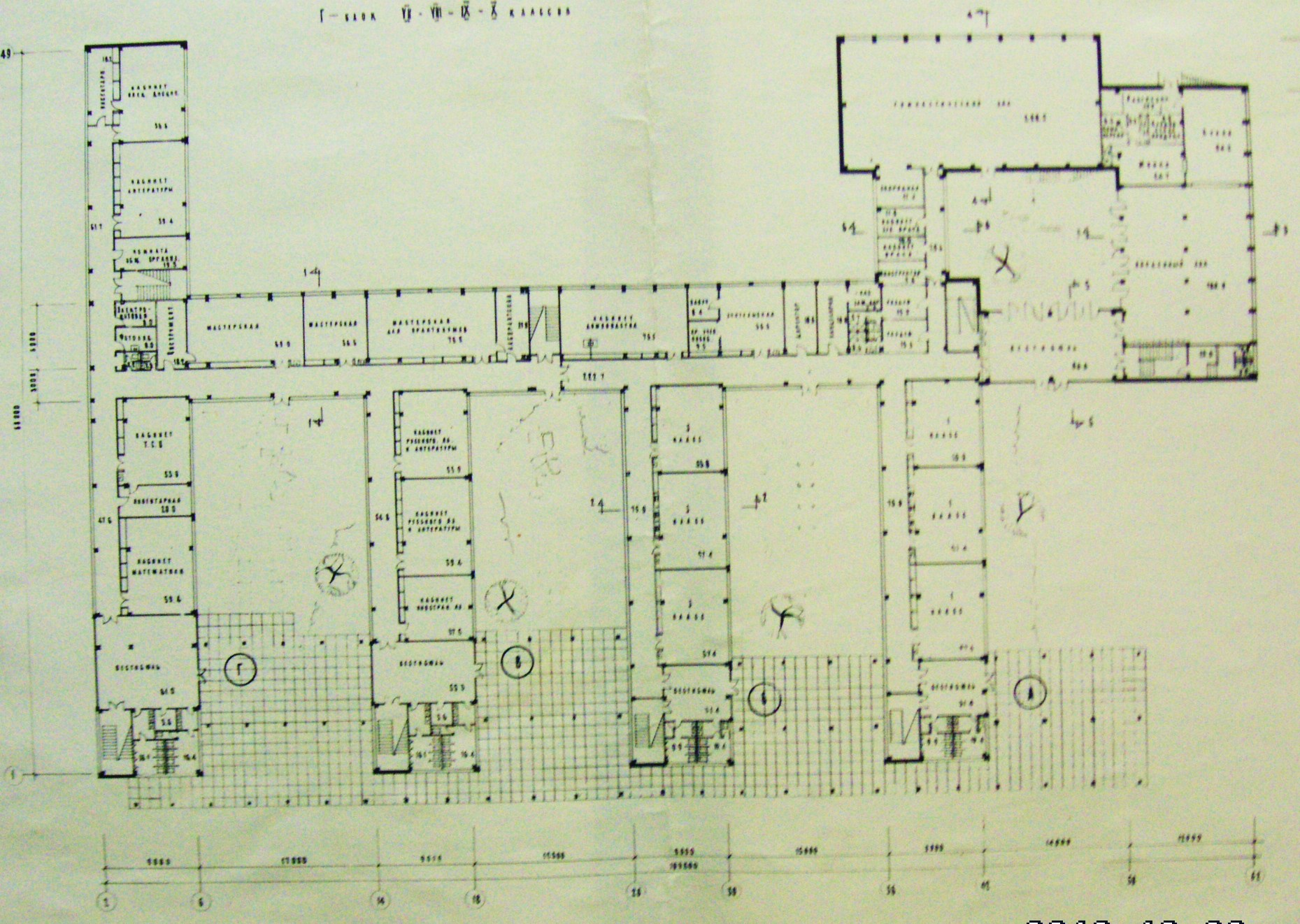
2-этажная школа. План
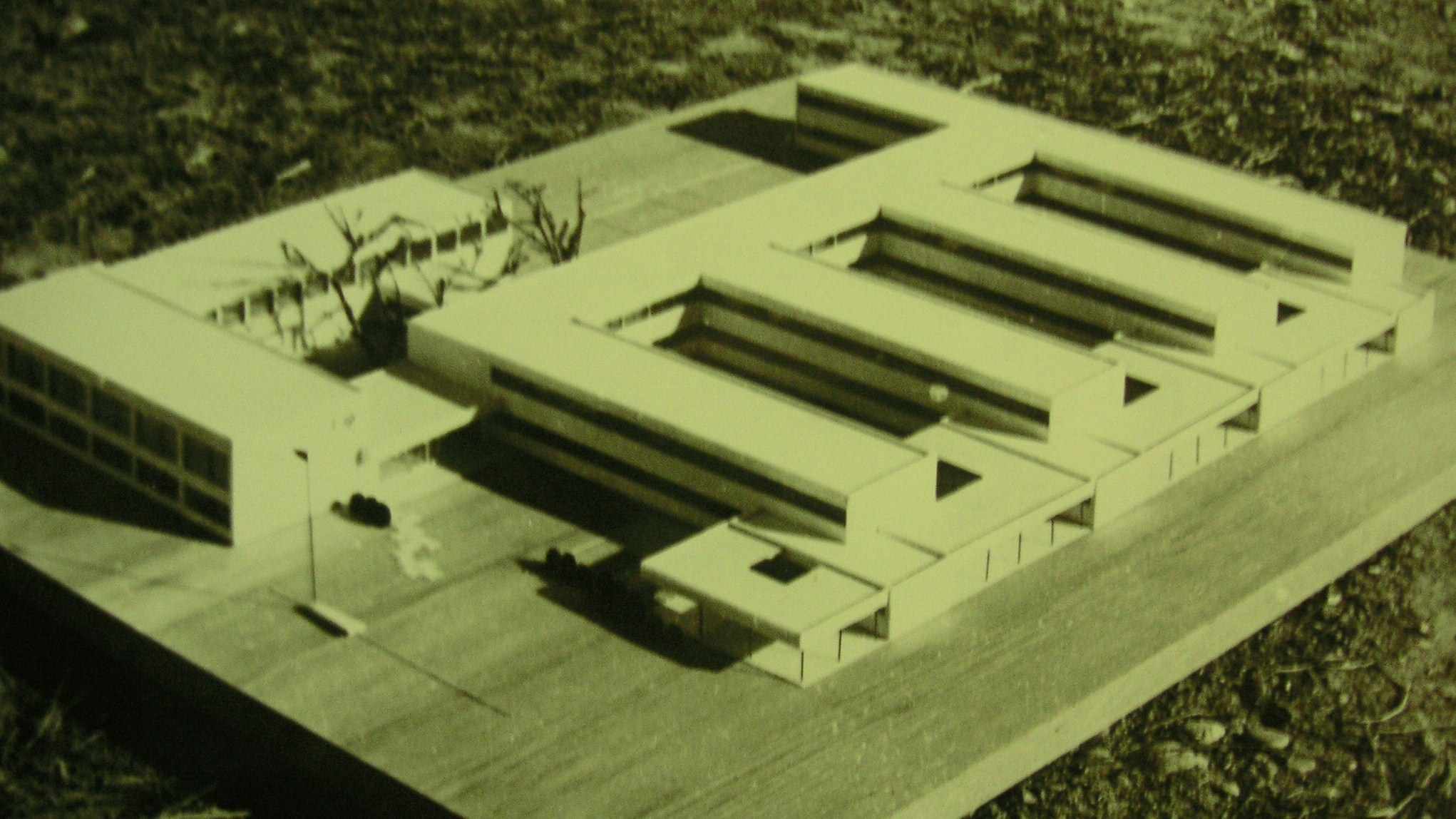
2-этажная школа. Макет
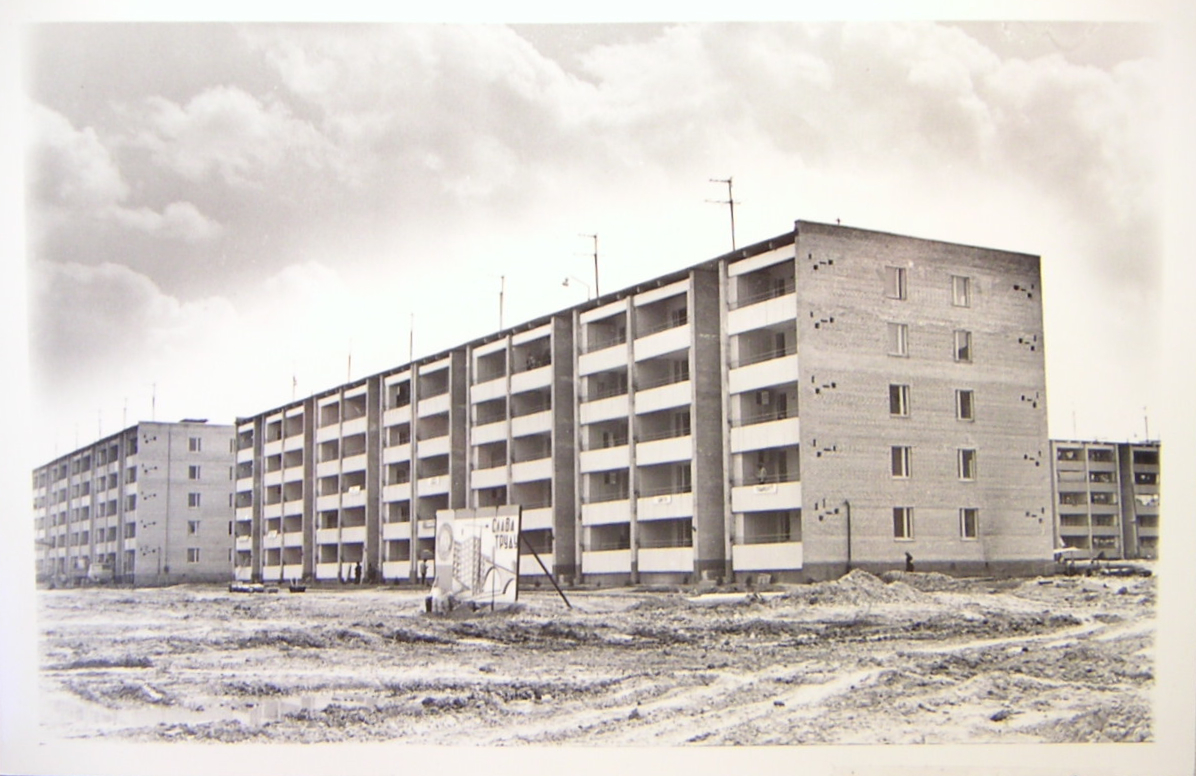
Жилой дом серии 1-310и-64
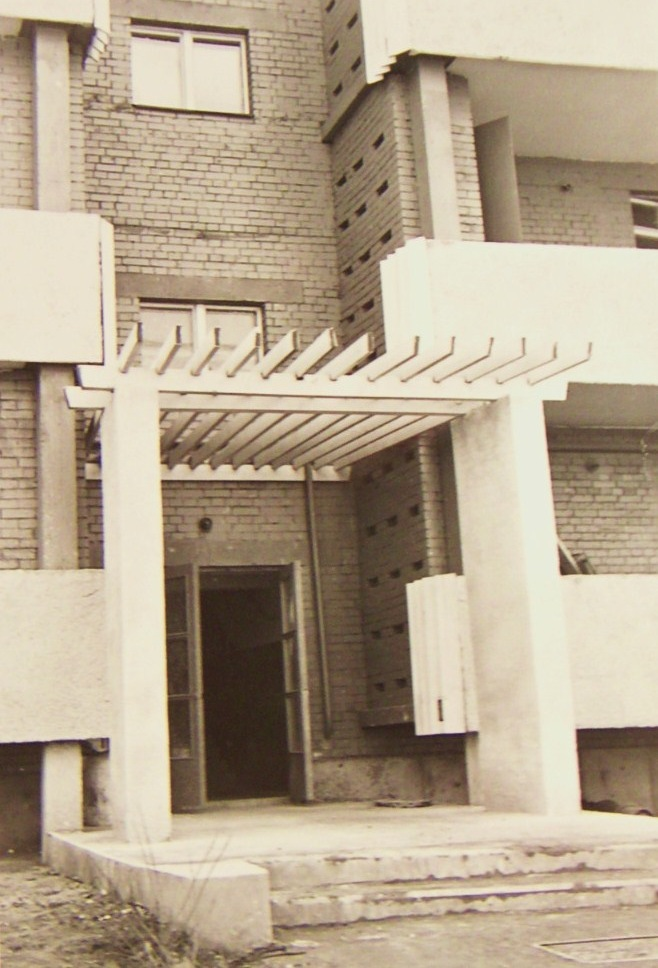
Жилой дом серии 1-310и64. Вход в подъезд
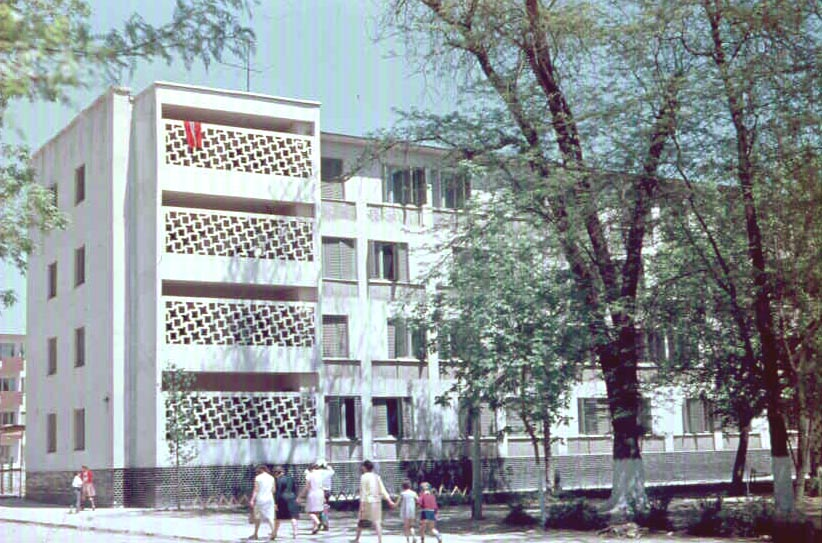
Жилой дом серии 1-310ТСП
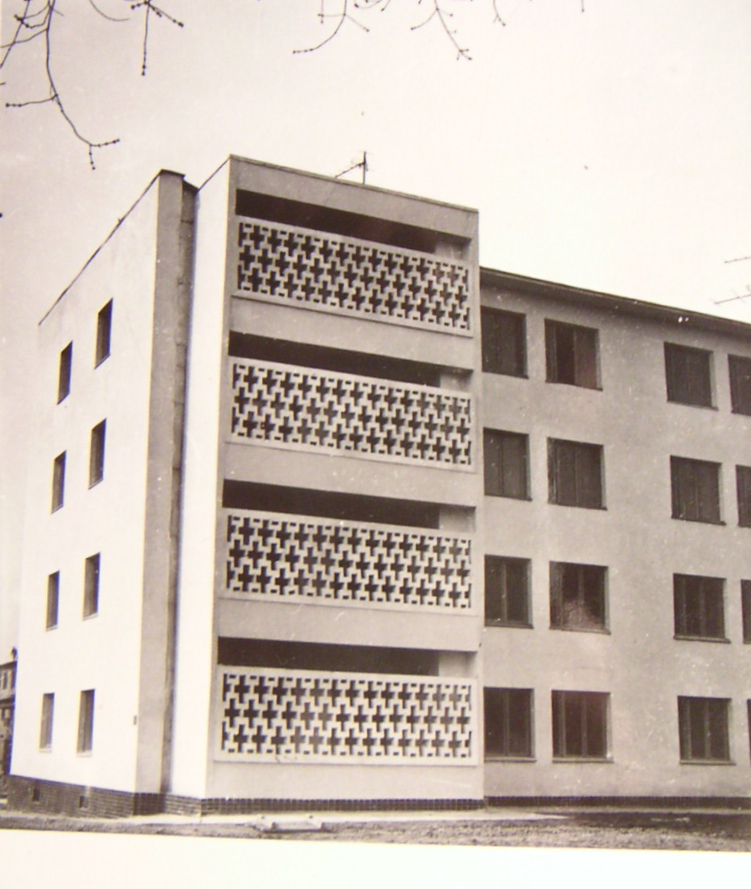
Жилой дом серии 1-310TСП. Фрагмент
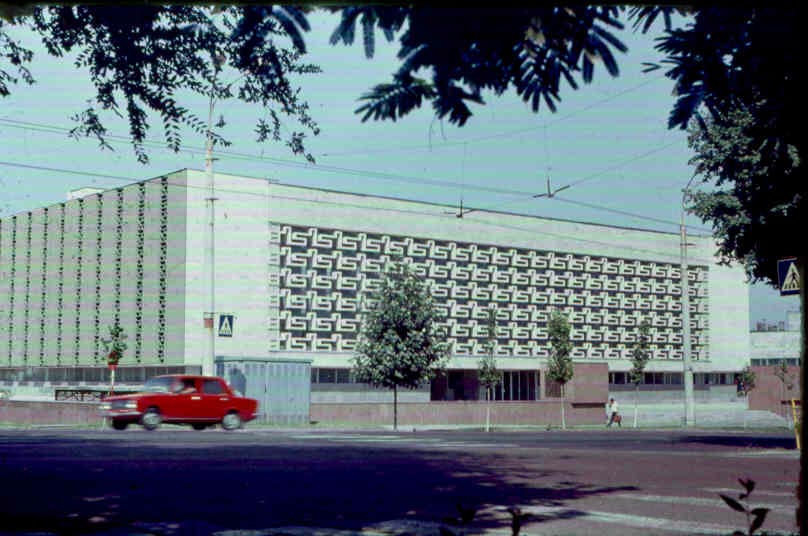
Отделение Госбанка СССР в Ташкенте
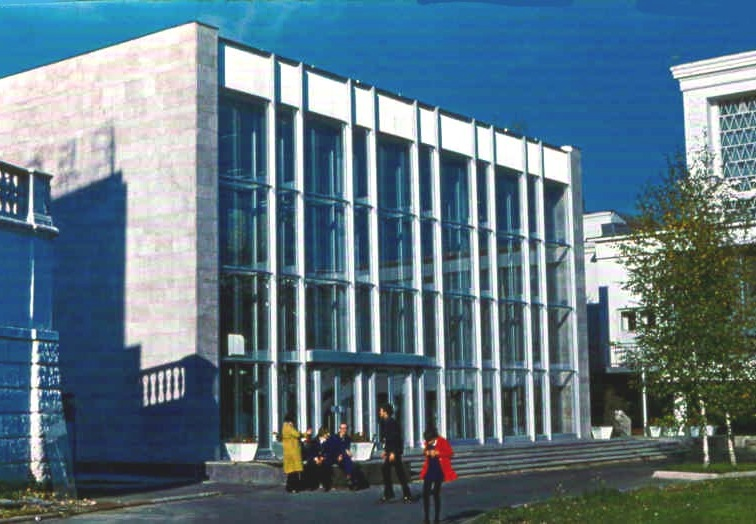
Павильон Мелиорации на ВДНХ. Главный фасад
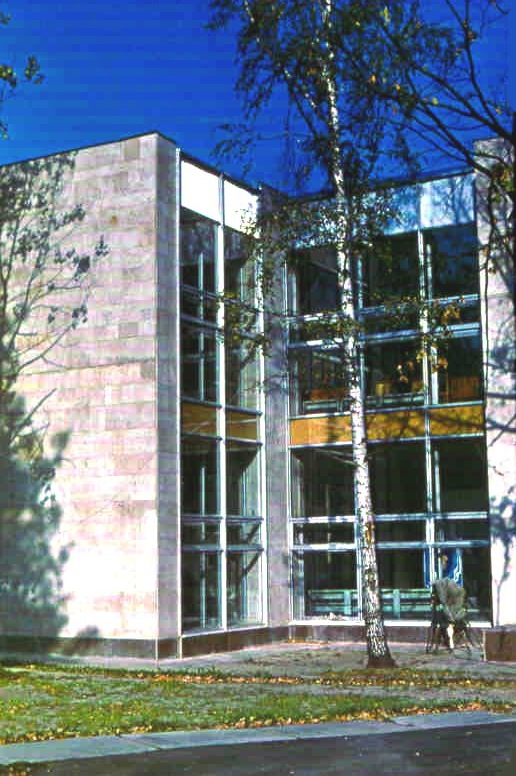
Павильон Мелиорации на ВДНХ. Боковой фасад
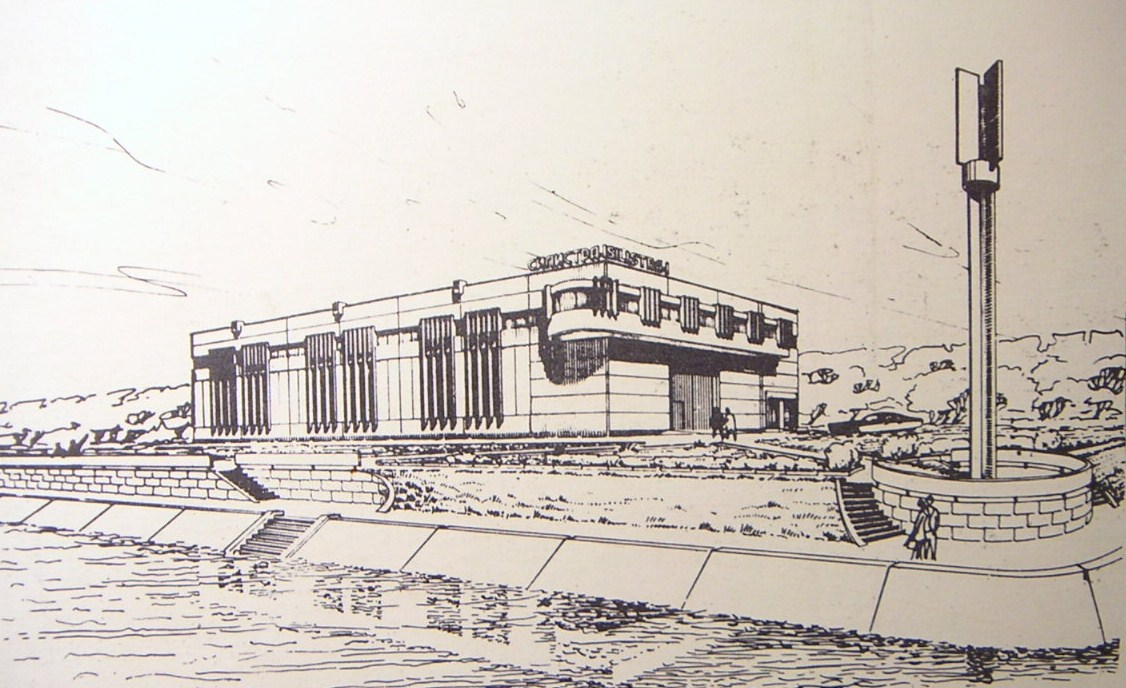
Насосная станция Силистра в Болгарии
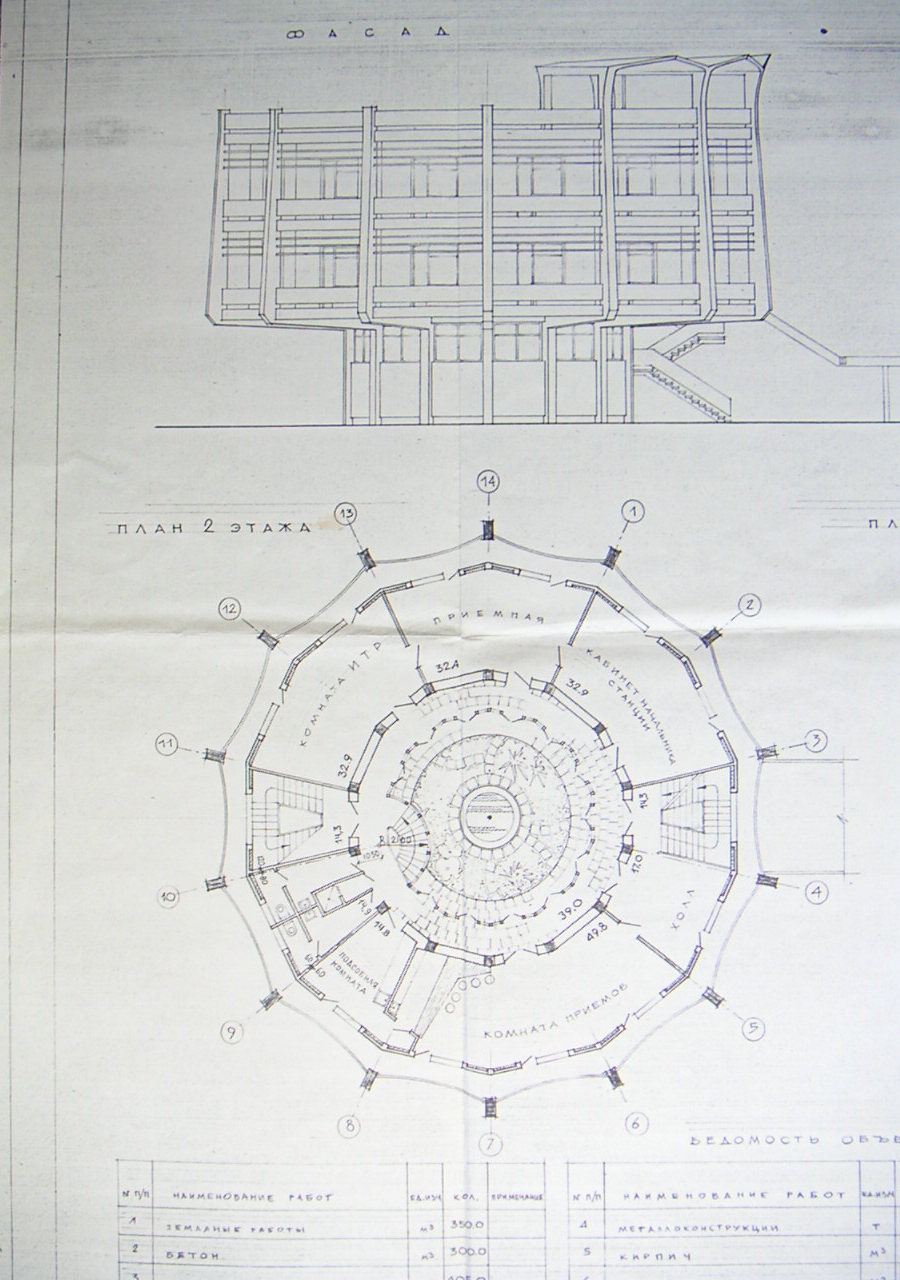
Здание управления на канале Тигр-Евфрат в Ираке
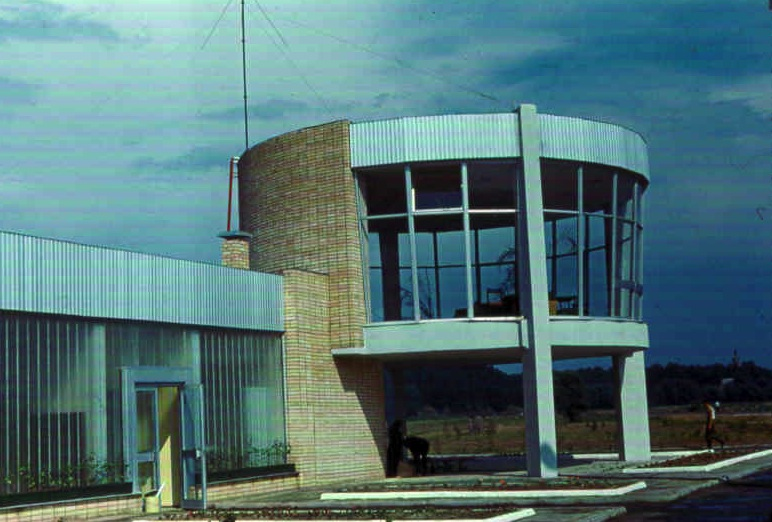
Насосная станция в совхозе Горки-2 в Московской области
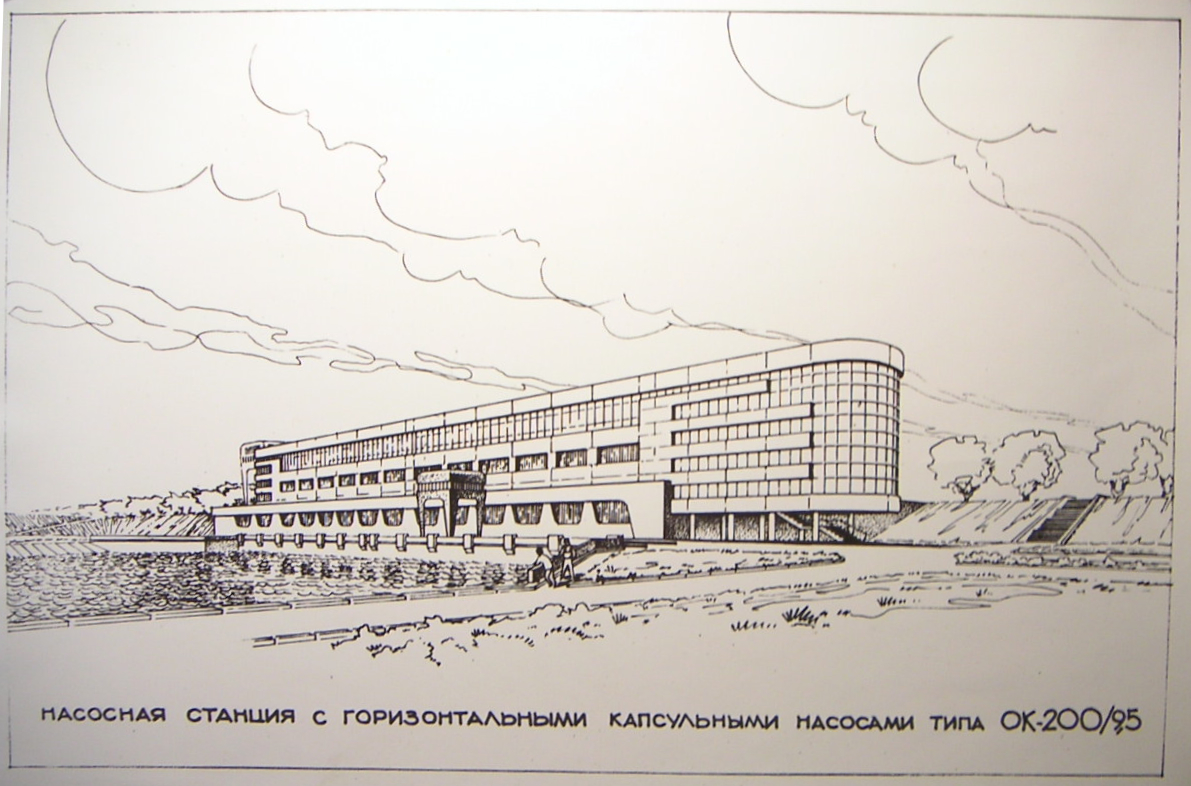
Насосная станция для переброски части стока реки Обь на юг